# Un ange passe (film 2010)
Un ange passe è un cortometraggio diretto da Leyla Bouzid. Il film è stato presentato nel 2010 alle Journées Cinématographiques de Carthage.

## Trama
Farah e Ludovic sono una giovane coppia felice, lei maghrebina, lui francese. Quando decidono di sposarsi per farle ottenere il permesso di soggiorno qualcosa tra i due si rompe. Lui non capisce la malinconia di lei, visto che pensava di farle un favore.